# Championnat d'Irlande de football 1906-1907
Navigation
Édition précédente Édition suivante
Le dix-septième championnat d'Irlande de football se déroule en 1906-1907. 
Linfield FC remporte son huitième titre de champion soit la moitié des titres distribués depuis la création du championnat.
Shelbourne FC termine à la deuxième place. C’est le meilleur résultat jamais enregistré jusque-là pour un club extérieur à Belfast.
Il n’y a pas de système de promotion/relégation organisé cette année. Toutes les équipes participant au championnat sont maintenues quel que soit le résultat.

## Les 8 clubs participants
- Belfast Celtic
- Bohemian FC
- Cliftonville FC
- Derry Celtic
- Distillery FC
- Glentoran FC
- Linfield FC
- Shelbourne FC

## Classement
| Rang | Équipe          | Pts | J  | G  | N | P | Bp | Bc | Diff |
| ---- | --------------- | --- | -- | -- | - | - | -- | -- | ---- |
| 1    | Linfield FC     | 23  | 14 | 10 | 3 | 1 | 30 | 9  | +21  |
| 2    | Shelbourne FC   | 19  | 14 | 8  | 3 | 3 | 27 | 21 | +6   |
| 3    | Distillery FC   | 16  | 14 | 6  | 4 | 4 | 27 | 22 | +5   |
| 4    | Cliftonville FC | 14  | 14 | 4  | 6 | 4 | 18 | 16 | +2   |
| 5    | Bohemian FC     | 13  | 14 | 4  | 5 | 5 | 19 | 22 | -3   |
| 6    | Belfast Celtic  | 11  | 14 | 4  | 3 | 7 | 18 | 25 | -7   |
| 7    | Glentoran FC    | 9   | 14 | 2  | 5 | 7 | 18 | 25 | -7   |
| 8    | Derry Celtic    | 7   | 14 | 2  | 3 | 9 | 11 | 28 | -17  |

|  | Champion d'Irlande |
|  | Relégation         |

## Bilan de la saison
| Tableau d'Honneur                 |                 |
| Compétition                       | Vainqueur       |
| Championnat d'Irlande de football | Linfield FC     |
| Coupe d'Irlande de football       | Cliftonville FC |

| Promotions et relégations |       |
| Relégués                  | Aucun |
| Promus                    | Aucun |